# 다이와정
다이와정(일본어: 大和町)은 일본 미야기현 중부 구로카와군의 정이다.

## 지리
미야기현 중부, 센다이시의 북쪽에 위치한 정이다. 정의 중앙부가 좁은 특징적인 형태를 하고 있다.

## 역사
- 1889년 - 행정구역 대합병으로 요시오카정, 미야토코촌, 요시다촌, 쓰루스촌, 오치아이촌이 성립하였다.
- 1955년 4월 20일 - 요시오카정, 미야토코촌, 요시다촌, 쓰루스촌, 오치아이촌이 합병해 다이와정이 탄생하였다.

## 인구
| 연도 | 인구   | ±%     |
| ---- | ------ | ------ |
| 1920 | 12,960 | —      |
| 1930 | 13,882 | +7.1%  |
| 1940 | 14,872 | +7.1%  |
| 1950 | 19,206 | +29.1% |
| 1960 | 20,163 | +5.0%  |
| 1970 | 18,028 | −10.6% |
| 1980 | 18,662 | +3.5%  |
| 1990 | 18,814 | +0.8%  |
| 2000 | 24,419 | +29.8% |
| 2010 | 28,244 | +15.7% |

## 교통

### 도로
- 도호쿠 자동차도
- 국도 4호선
- 국도 47호선
- 국도 457호선